# Avellino
För andra betydelser, se Avellino (olika betydelser).
Avellino (latin: Abellinum) är en stad och kommun i provinsen Avellino i regionen Campania i Italien. Kommunen hade 54 353 invånare (2017)  och gränsar till kommunerna Aiello del Sabato, Atripalda, Capriglia Irpina, Cesinali, Contrada, Grottolella, Mercogliano, Monteforte Irpino, Montefredane, Ospedaletto d'Alpinolo, Summonte.